# منصور بن أبي مزاحم
منصور بن أبي مزاحمـ (155 هـ - 24 ذو الحجة 235 هـ) محدث سكن بغداد.

## سيرته
هو منصور بن أبي مزاحم واسم أبي مزاحم بشير أبو نصر الأزدي مولاهم البغدادي الكاتب التركي، ولد سنة خمس وخمسين ومائة، من أئمة ورواة الحديث الثقات، قال البخاري: توفي يوم الاثنين ولست بقين من ذي الحجة سنة خمس وثلاثين ومائتين. وقيل توفي في ذي القعدة سنة خمس وثلاثين ومائتين، قاله ابن أبي خيثمة.

## روايته للحديث
روى عن: أبي إسحاق إبراهيم بن سعد الزهري، وأبي عبد الرحمن عبد الله بن المبارك الحنظلي المروزي، وأبي عبد الرحمن يحيى بن حمزة القاضي الحميري الشامي.
تفرد به مسلم، روى عنه في كتاب: الإيمان والصلاة، وفضل الجهاد، والمناقب وغير ذلك.
روى أيضًا عن: أبي عبد الله مالك بن أنس بن مالك، وأبي يحيى فُليح بن سليمان بن أبي المغيرة بن جبير الحذاء المدني، وأبي إسماعيل إبراهيم بن سليمان بن رزين المؤدب نزيل بغداد، وأبي بكر ابن عياش بن سالم الأسدي الكوفي، وأبي محمد عبد الرحمن بن زيد بن أبي الموالي الهاشمي العولي مولاهم المزني، وأبي عبد الله شريك بن عبد الله النخعي الكوفي، وأبي إبراهيم إسماعيل بن جعفر بن أبي كثير الأنصاري القارئ المدني، وأبي الأحوص سلام بن سليم الحنفي الكوفي، وأبي سعيد محمد بن مسلم بن أبي الوضاح المؤدب، وأبي المحياة يحيى بن يعلى بن حرملة الكوفي، وأبي أويس عبد الله بن عبد الله بن أويس بن مالك بن أبي عامر الأصبحي وغيرهم.
روى عنه: أبو داود سليمان بن الاشعث السجستاني، وأبو عبد الرحمن عبد الله بن أحمد بن محمد بن حنبل الشيباني، وأبو عبد الرحمن بقي بن مخلد بن يزيد القرطبي، وأبو عبد الله محمد بن وضاح القرطبي، وأبو عبيد الله معاوية بن صالح بن أبي عبيد الله الأشعري الدمشقي، وأبو بكر عبد الله بن محمد بن عبيد ابن أبي الدنيا القرشي البغدادي، وأبو بكر أحمد بن أبي خيثمة البغدادي، وأبو عبد الله أحمد بن الحسن بن عبد الجبار الصوفي، وأبو عمرو عثمان بن خرزاذ بن عبد الله الأنطاكي، وأبو عمران موسى بن هارون بن عبد الله الحمال، وأبو العباس الحسن بن سفيان الشيباني النيسابوري، وأبو العباس حامد بن محمد بن شعيب البلخي، وأبو أحمد محمد بن عبدوس بن كامل البغدادي، وأبو زرعة الرازي وأبو حاتم الرازي، وأبو إسحاق الحربي، وأبو يعلي الموصلي، وأبو القاسم البغوي وغيرهم.

## الجرح والتعديل
- أبو حاتم الرازي: صدوق.
- أبو حاتم بن حبان البستي: ذكره في الثقات.
- ابن حجر العسقلاني: ثقة.
- الحسين بن الفهم البغدادي: ثقة صاحب سنة.
- الدارقطني: ثقة.
- يحيى بن معين: صدوق إن شاء الله، ومرة: لا بأس به، ومرة: ليس به بأس إذا حدث عن الثقات ومرة: تركي ثبت، ومرة: أثنى عليه.
- وروى عبد الخالق بن منصور عن يحيى بن معين أنه قال عنه: ثقة.
- وروى عثمان الدارمي عن يحي بن معين أنه قال عنه: صدوق إن شاء الله،
- وقال ابن أبي حاتم الرازي: سئل أبي عنه فقال: صدوق.[3]